# Jennie Åkerberg
Jennie Åkerberg, född 22 december 1973, är en svensk friidrottare (långdistanslöpning) som tävlar för klubben Spårvägens FK

## Personliga rekord
| Utomhus - 3 000 meter – 9:49,06 (Norrtälje 27 maj 1998) - 5 000 meter – 17:13,47 (Stockholm 26 juli 1998) - 10 000 meter – 34:54,82 (Helsingfors, Finland 29 augusti 1998) - Halvmaraton – 1:15:18 (Malmö 12 juni 2000) - Maraton – 2:38:17 (Berlin, Tyskland 28 september 2003) | Inomhus - 3 000 meter – 16:32,61 (Villmanstrand, Finland 22 juni 2003) |